# Hilary Duff
Hilary Erhard Duff američka je pjevačica, glumica, tekstopisac i skladateljica rođena 28. rujna 1987. u Houstonu, Teksas, SAD.

## Rani život i karijera
Rođena je 28. rujna 1987. u Houstonu (Texas) kao drugo dijete Susan Colleen (rođ. Cobb), domaćice i filmske producentice, i Roberta Erharda Duffa, partnera u lancu dućana praktičnosti. Ima stariju sestru Haylie Duff koja je također glumica i pjevačica. Hilary je majka ohrabrivala da ide na satove glume sa starijom sestrom što je rezultiralo da obje sestre dobiju uloge u raznim lokalnim kazališnim produkcijama. U dobi od osam, odnosno šest godina, sestre su sudjelovale u baletu The Nutcracker Suite s kolumbijskim "BalletMet" u San Antoniju. Sestre su postale još više oduševljene idejom odabira glume kao zanimanja te su se na kraju s majkom preselile u Kaliforniju. Hilaryin je otac ostao u obiteljskoj kući u Houstonu kako bi vodio brigu o svojem poslovanju. Nakon nekoliko godina audicija i sastanaka, sestre Duff sudjelovale su u raznim televizijskim reklamama.

## Filmska karijera
Filmsku je karijeru započela rano. Prvi je veliki uspjeh postigla serijom, a kasnije i filmom Lizzie McGuire. Poslije toga snimila je filmove Popust na količinu (engl.Cheaper by the Dozen), Priča o Pepeljugi (engl. A Cinderella Story), Iz svega srca (engl. Raise Your Voice) koji su postigli veliki uspjeh. Prvi put se sa sestrom pojavila u filmu Material Girls za koji je karakteristična obrada Madonine pjesme Material Girl koju je otpjevala.